# Факторова Галина Петрівна
Галина Петрівна Факторова — радянська баскетболістка. Перший капітан «Динамо» (Київ). Перший заслужений майстер спорту серед українських баскетболісток (1940).
Досягнення у складі «Динамо»: бронзова призерка (1945), срібна призерка (1950), чемпіонка СРСР (1949), володарка Кубка (1950, 1951), фіналістка Кубка СРСР (1949). Завершила виступи 1950 року.
За деякими даними: Галина Петрівна Факторова (нар. 5 липня 1909)  [Архівовано 2 квітня 2015 у Wayback Machine.]